# کره‌ماهی سرخ
کَره‌ماهی سرخ (نام علمی: Cheilodactylus fuscus) نام یک گونه از تیره کره‌ماهی است.